# シンクロニシティ
シンクロニシティ（英語：synchronicity）とは、ユングが提唱した概念で「意味のある偶然の一致」を指し、日本語では主に「共時性」と訳され、他にも「同時性」もしくは「同時発生」と訳される場合もある。例えば、虫の知らせのようなもので因果関係がない2つの事象が、類似性と近接性を持つこと。ユングはこれを「非因果的連関の原理」と呼んだ。

## 概説
シンクロニシティは日本語では主に「共時性」と訳され、複数の出来事が意味的関連を呈しながら非因果的に同時に起きることである。因果関係自体が哲学的議論になってくる。シンクロニシティは、それが起きることで意味を生成してもいて、ユングはシンクロニシティに現われる意味は、「もっぱらユング心理学の中核概念である『元型』である」と主張した。
ユングは深層心理を分析する上で、集合的無意識を最も重視していた。患者の深層心理分析の過程でしばしばサイ現象（PSI）を体験した。それは特に治療が功を奏し患者が快方に向かう過程でよく起こっていた（その様子は、ユングの死後に刊行された『ユング自伝』にも詳細が記述されている）。ユングが重視した集合性とは、人が皆無意識の部分で共有する歴史的・社会的・生物的部分であったが、ユングのサイ現象に対する見方も集合的無意識と関連させられることが多く、サイ現象もまた被験者個人の性格とは無関係と断定している。
ユングは超心理学に大きな関心を寄せるも論文を発表したり超心理学のコミュニティへの参加などには消極的で、周囲から再三サイ現象体験とそれに対する考えを発表する様に依頼されたが、「臨床上の知見では専門外の人を説得できない」との理由で断っていた。そんな中で1952年に初めて発表した超心理学的な理論がシンクロニシティであった。立論には量子の排他原理でノーベル賞を受賞した物理学者で自身もサイ現象体験者で、ユングの心理分析も受けたヴォルフガング・パウリの影響もあった。また、ユングは占星術をシンクロニシティの傍証として取り上げ、晩年にはUFOとの遭遇体験もまた集合的無意識の投影であるとする著書『空飛ぶ円盤』を出版するにいたるほど、その理論化の対象はサイ現象を超えて超常現象にまでいたった。
ユングは、ノーベル物理学賞受賞理論物理学者ヴォルフガング・パウリと後に1932年から1958年までパウリ＝ユング書簡と呼ばれるパウリの夢とそれに対するユングの解釈におけるシンクロニシティの議論をし、それをまとめて共著とした"Atom and Archetype:The Pauli/jung Letters, 1932 - 1958"（『原子と元型』）を出版している。同書のユングの説明によると、人々の心（複数の人々の心）にあるファンタズム（夢・ヴィジョン）と主観は同時的に起きているのであって、ファンタズムが起きている時には互いの心に（ファンタズムが）同時的に起きていることに気づいていないが、後になって客観的な出来事が、多かれ少なかれ同時的に、離れた場所ですら起きたと判明することになり、それについて（客観的な出来事が）シンクロ的に起きたのだと確信的に考えることになるという。
ユングは様々な著書で、人間の意識同士は実は、集合的無意識（collective unconscious）によって、そもそも交流しているということは述べている。集合的無意識が、人々の心、人々の主観的な意識に入ってゆく過程を、ユングは「個性化」と名付けた。またユングは個々の人の意識が集合的無意識へと反映されるプロセスもあるとしている。人の心は表面的には個別的であるかのように見えてはいても、実は根本的には交流しているのだとしている。ユングは、coincidences コインシデンスについても、（その全てではないにせよ、少なくとも一部は）単なる「偶然」によって起きているのではなく、co-inciding（共に、出来事を起こすこと）、と見なした。
最近、ドイツの精神分析家であり研究者でもあるグンナー・イムモ・リーフシュレーガーは、心理療法における意味のある偶然の一致の扱いに注目した。彼は学位論文の中で、カール・ユングのシンクロニシティの概念が、ユング特有の解釈のアプローチとして、心理療法において臨床的に用いられていることを示した。シンクロニシティという概念だけでも、自分と患者との間に体験された意味のある偶然の一致を、患者が意味のあるものとして体験できる主観的な物語に統合するという、さらなる治療的機会を実践者に提供する。シンクロニシティの瞬間が敏感に認識され、対処され、そのように解釈されれば、治療関係と心理療法に肯定的な結果をもたらすことができる。
また、スピリチュアルやニューエイジの界隈において、何かのサインや呼び寄せた偶然など所謂虫の知らせに近い用法で使われることもある。

## 関連文献
- Jung on Synchronicity and the Paranormal: Key Readings、Carl Jung、ISBN 0415155088
- Science, Synchronicity and Soul-Making, Victor Mansfield（英語版）
- Synchronicity, The Bridge Between Matter and Mind, F. David Peat（英語版）
- 『ユングと共時性 (創元アーカイブス)』、Ira Progoff、河合隼雄・河合幹雄訳、創元社、ISBN 4422117718